# Gneomar Adalbert van Nispen

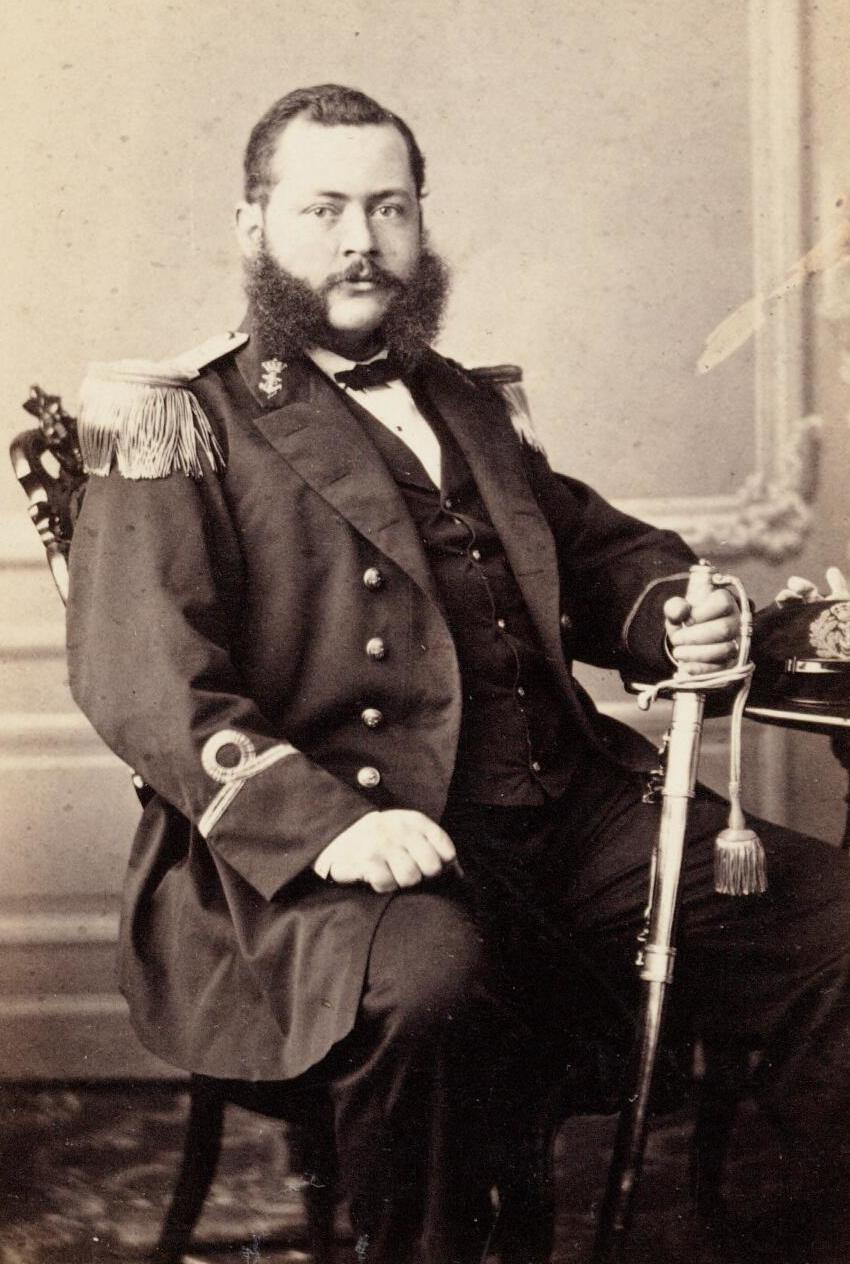
Jhr. G.A. van Nispen

Jhr. Gneomar Adalbert van Nispen (Bergh, 28 maart 1839 − Arnhem, 23 januari 1921) was een Nederlands bestuurder.

## Biografie
Van Nispen was een telg uit het geslacht Van Nispen en een zoon van jhr. mr. Lodewijk Carel Jacob Christiaan Frans van Nispen, heer van 't Velde (1790-1872), lid Provinciale en Gedeputeerde Staten van Gelderland, en diens tweede echtgenote Eulalie Louise Bender, vrouwe van Rijswijk (1803-1873). Vanaf 1859 diende hij als luitenant-ter-zee en in 1865 werd hij adjudant-intendant van de gouverneur-generaal van Nederlands-Indië, wat hij tot 1868 bleef. Vanaf 1869 was hij burgemeester van Doetinchem welk ambt hij tien jaar bekleedde. Vanaf 1870 was hij tevens lid van Provinciale Staten, en dat gedurende veertig jaar, tot 1910; van 1879 tot 1889 was hij tevens tien jaar lang lid van Gedeputeerde Staten van die provincie. In 1890 werd hij gemeenteraadslid en wethouder van Arnhem, tot 1912.
Van Nispen trouwde in 1864 te Batavia met Maria Paulina barones Sloet (1843-1907), telg uit het geslacht Sloet en dochter van mr. Ludolph Anne Jan Wilt baron Sloet, heer van de Beele (1806-1890), gouverneur-generaal van Nederlands-Indië toen Van Nispen zijn dochter trouwde en adjudant-intendant van hem was. Ze kregen samen zes kinderen, onder wie burgemeester jhr. Gerard Alfred van Nispen (1868-1949).